# Гранит Џака
Гранит Џака (алб. Granit Xhaka; Базел, 27. септембар 1992) швајцарски је фудбалер албанског порекла. Игра на позицији везног играча, а тренутно наступа за Бајер из Леверкузена и репрезентацију Швајцарске.

## Биографија
Син је етничких Албанаца из Подујева, који су напустили Савезну Републику Југославију у периоду када је Џака рођен. Има старијег брата Тауљанта, који је такође професионални фудбалер.
У јулу 2017. оженио се својом дугогодишњом партнерком Леонитом Лекај. Дана 7. октобра 2019. добили су прву ћерку, а 24. априла 2021. другу.

## Контроверзе
На Светском првенству 2018. године, постигао је гол у другом колу против Србије. Приликом прославе датог гола показао је укрштеним рукама албански знак орла, што је у српским и појединим швајцарским медијима окарактерисано као провокација према противнику. Други победоносни гол је постигао Џердан Шаћири, који је славио гол исто као и Џака, само што је Џака прошао некажњено, а Шаћири јесте са вредношћу од 30.000 евра.
По завршетку утакмице против Србије на Светском првенству 2022. године, обукао је дрес на ком је исписано презиме „Јашари”. Изјавио је да је то урадио како би изразио приврженост и љубав према фудбалеру Ардону Јашарију, међутим српски и швајцарски медији су овај чин видели као провокацију према противнику јер исто презиме носи познати албански терориста Адем Јашари, један од предводника терористичке Ослободилачке војске Косова. У току исте утакмице се рукама ухватио за полни орган и опсовао играче Србије.